# Maja Betz
Maja Betz (1998) es una deportista alemana que compite en duatlón. Ganó una medalla de plata en el Campeonato Mundial de Duatlón de Larga Distancia de 2024.

## Palmarés internacional
| Campeonato Mundial | Campeonato Mundial | Campeonato Mundial | Campeonato Mundial |
| Año                | Lugar              | Medalla            | Prueba             |
| ------------------ | ------------------ | ------------------ | ------------------ |
| 2024               | Zofingen (Suiza)   | Medalla de plata   | Individual         |